# Jolanta Zykun
Jolanta Zykun (ur. 11 listopada 1943 albo 1944 w Warszawie) – polska aktorka filmowa, telewizyjna i dubbingowa.

## Wykształcenie i kariera aktorska
Absolwentka VII Liceum Ogólnokształcącego im. Juliusza Słowackiego w Warszawie. W 1966 ukończyła studia na Wydziale Aktorskim Państwowej Wyższej Szkoły Teatralnej w Warszawie.
Debiutowała w 1966 na deskach Teatru Ludowego w Warszawie, w którym występowała do 1974. Następnie do 1992 występowała w Teatrze Nowym w Warszawie. Wystąpiła w kilkudziesięciu filmach i serialach.

## Wybrana filmografia
- Stawka większa niż życie (1967) – Agnieszka (odc. 15 „Oblężenie”, odc. 5 „Ostatnia szansa”)
- Motodrama – Jolka, zbieraczka autografów
- Nie lubię poniedziałku (1971) – milicjantka
- Podróż za jeden uśmiech (1971) – ciocia Ania (odc. 1)
- Podróż za jeden uśmiech (1972) – ciocia Ania
- Ogłoszenie matrymonialne – dziewczyna w ZOO
- Stawiam na Tolka Banana (1973) – pielęgniarka
- Dyrektorzy (1975) – siostra Sołoniewskiej
- Daleko od szosy (1976) – młoda matka w parku (odc. 5)
- Adopcja (film 1983) – Elżbieta
- Lata dwudzieste... lata trzydzieste... (1983) – piosenkarka
- Umarłem, aby żyć (1984) – pielęgniarka
- Czterdziestolatek. 20 lat później (1993)

## Głos
Jolanta Zykun była także aktorką radiową, uczestniczyła w nagraniach wielu słuchowiskach radiowych. Zachęcił ją do tego mąż, Jerzy Dobrowolski. W cyklicznym komediowym słuchowisku Marii Czubaszek grała pannę Jolę, obok Jerzego Dobrowolskiego i innych znanych aktorów: Wojciecha Pokory, Ireny Kwiatkowskiej i Krzysztofa Kowalewskiego. Po latach nieobecności wróciła do zawodu w 2004, podkładając głos w filmie animowanym Lucky Luke.

## Polski dubbing
- 2007: Simpsonowie: Wersja kinowa
- 2006: Noc w muzeum
- 2006: Monster Warriors

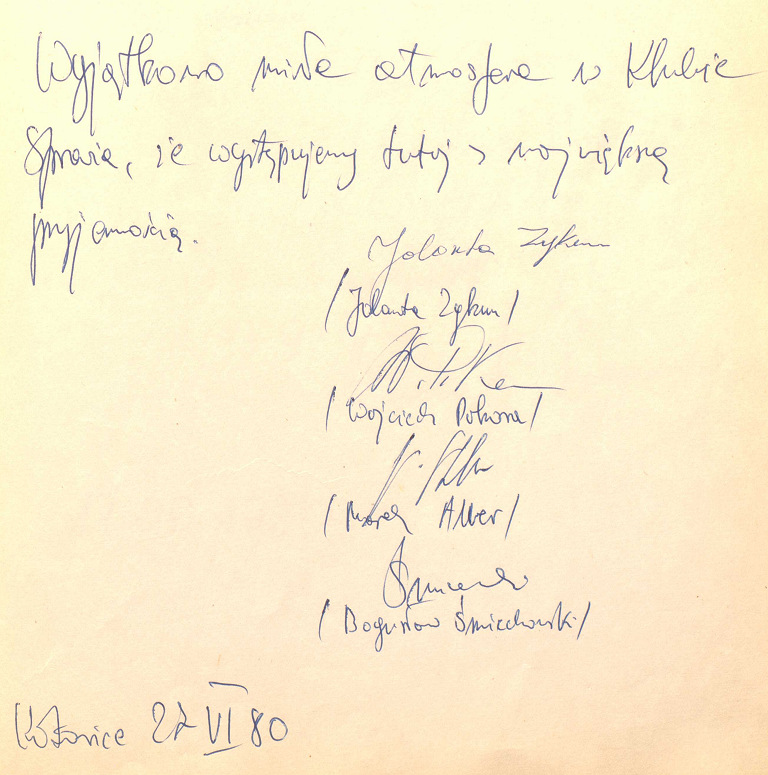
Pamiątkowy wpis Wojciecha Pokory, Jolanty Zykun oraz Bogusława Śmiechowskiego do Kroniki Klubu Związków i Stowarzyszeń Twórczych, Katowice, 22 VI 80.

- 2005: Awatar: Legenda Aanga – matka Haru (odc. 6)
- 2004: Lucky Luke
- 1998–2004: Atomówki – Maszkara
- 1997: Rozgadana farma
- 1988: Dawid i Sandy
- 1976: Pogoda dla bogaczy – Claire
- 1974: Saga Rodu Palliserów – Lady Glencora Palliser (reż. dubbingu Zofia Dybowska-Aleksandrowicz)

## Odznaczenia
- 1979: Brązowy Krzyż Zasługi[3]

## Życie prywatne
Jolanta Zykun była drugą żoną Jerzego Dobrowolskiego, z którym miała córkę, Aleksandrę.